# Ка-137
Камов Ка-137 е безпилотен летателен апарат проектиран за извършването на различни дейности, като разузнаване, патрул, полиция и екология, пренасяне на информация и др. Първият полет е направен през 1998 г. Ка-137 е направен в три версии – една базирана на кораб, втора базирана на автомобил и трета носена от хеликоптер Ка-32.
Летателния апарат има един коаксиален ротор, няма опашен ротор, фюзелажът е с формата на сфера. Сензори и друго оборудване е поместено в специалния отсек за оборудване.